# Giannīs Papanikolaou
Giannīs Papanikolaou (in greco Γιάννης Παπανικολάου?; Amarousio, 18 novembre 1998) è un calciatore greco, centrocampista del Çaykur Rizespor.

## Caratteristiche tecniche
È un esterno sinistro.

## Carriera

### Club
Cresciuto nel settore giovanile del Platanias, ha esordito in prima squadra il 23 aprile 2017 disputando l'incontro di Souper Ligka Ellada perso 3-1 contro il PAOK.
Nel luglio 2019 è stato acquistato dal Paniōnios.

### Nazionale
Dopo aver militato nell'Under-21, il 9 giugno 2022 esordisce in nazionale maggiore nel successo per 3-0 in Nations League contro Cipro.

## Statistiche
Statistiche aggiornate al 3 febbraio 2020.

### Presenze e reti nei club
| Stagione         | Squadra          | Campionato       | Campionato | Campionato | Coppe nazionali | Coppe nazionali | Coppe nazionali | Coppe continentali | Coppe continentali | Coppe continentali | Altre coppe | Altre coppe | Altre coppe | Totale | Totale | Totale |
| Stagione         | Squadra          | Comp             | Pres       | Reti       | Comp            | Pres            | Reti            | Comp               | Pres               | Reti               | Comp        | Pres        | Reti        | Pres   | Reti   |        |
| ---------------- | ---------------- | ---------------- | ---------- | ---------- | --------------- | --------------- | --------------- | ------------------ | ------------------ | ------------------ | ----------- | ----------- | ----------- | ------ | ------ | ------ |
| 2016-2017        | Platanias        | SL               | 2          | 0          | CG              | 0               | 0               |                    | -                  | -                  |             | -           | -           | 2      | 0      |        |
| 2017-2018        | Platanias        | SL               | 12         | 1          | CG              | 3               | 0               |                    | -                  | -                  |             | -           | -           | 15     | 1      |        |
| 2018-2019        | Platanias        | BE               | 28+2       | 2+1        | CG              | 0               | 0               |                    | -                  | -                  |             | -           | -           | 30     | 3      |        |
| Totale Platanias | Totale Platanias | Totale Platanias | 44         | 4          |                 | 3               | 0               |                    | -                  | -                  |             | -           | -           | 47     | 4      |        |
| 2019-2020        | Paniōnios        | SL               | 20         | 0          | CG              | 2               | 1               |                    | -                  | -                  |             | -           | -           | 22     | 1      |        |
| Totale carriera  | Totale carriera  | Totale carriera  | 64         | 4          |                 | 5               | 1               |                    | -                  | -                  |             | -           | -           | 69     | 5      |        |

## Palmarès

### Club

#### Competizioni nazionali
- Campionato polacco: 1

Raków Częstochowa: 2022-2023
- Coppa di Polonia: 1

Raków Częstochowa: 2020-2021
- Supercoppa di Polonia: 2

Raków Częstochowa: 2021, 2022